# Christian Panucci
Christian Panucci (født 12. april 1973 i Savona) er en tidligere italiensk fodboldspiller og nuværende træner, som senest spillede for Parma F.C. i den italienske Serie A, og også på Italiens landshold. Han er i øjeblikket assistent træner for Rusland.